# Bocoa alterna
Bocoa alterna är en ärtväxtart som först beskrevs av George Bentham, och fick sitt nu gällande namn av John Macqueen Cowan. Bocoa alterna ingår i släktet Bocoa och familjen ärtväxter. Inga underarter finns listade i Catalogue of Life.